# Kínai táblásfenyő
A kínai táblásfenyő (Pinus tabuliformis) a fenyőfélék családjába tartozó, Kelet-Ázsiában honos fafaj.

## Származása, elterjedése
Kína északi, nyugati és középső része, hegységek.

## Leírása
Ernyősen szétterülő 25 méter magasra megnövő örökzöld fenyő. A fiatal növények koronája kúpos, az idős példányoké pedig ernyőszerűen szétterülő.
Kérge szürke, barázdált. A fa csúcsának közelében narancsos vagy rózsás árnyalatú.
A levelei tűlevelek, 15 cm hosszúak, zöldek, szürkészöldek. Többnyire párosával, ritkán hármasával fejlődnek a sárgásbarna száron. A fiatal hajtások hamvasak.
A fiatal hajtásokon nyár elején nyílnak virágzatai, a porzósak sárgák, a termősek bíborszínűek.
A toboz tojásdad, 6 cm hosszú és barna. Pikkelyeinek csúcsán apró tüske van. Több éven át megmarad a fán.
Számos változata van.

## Képek

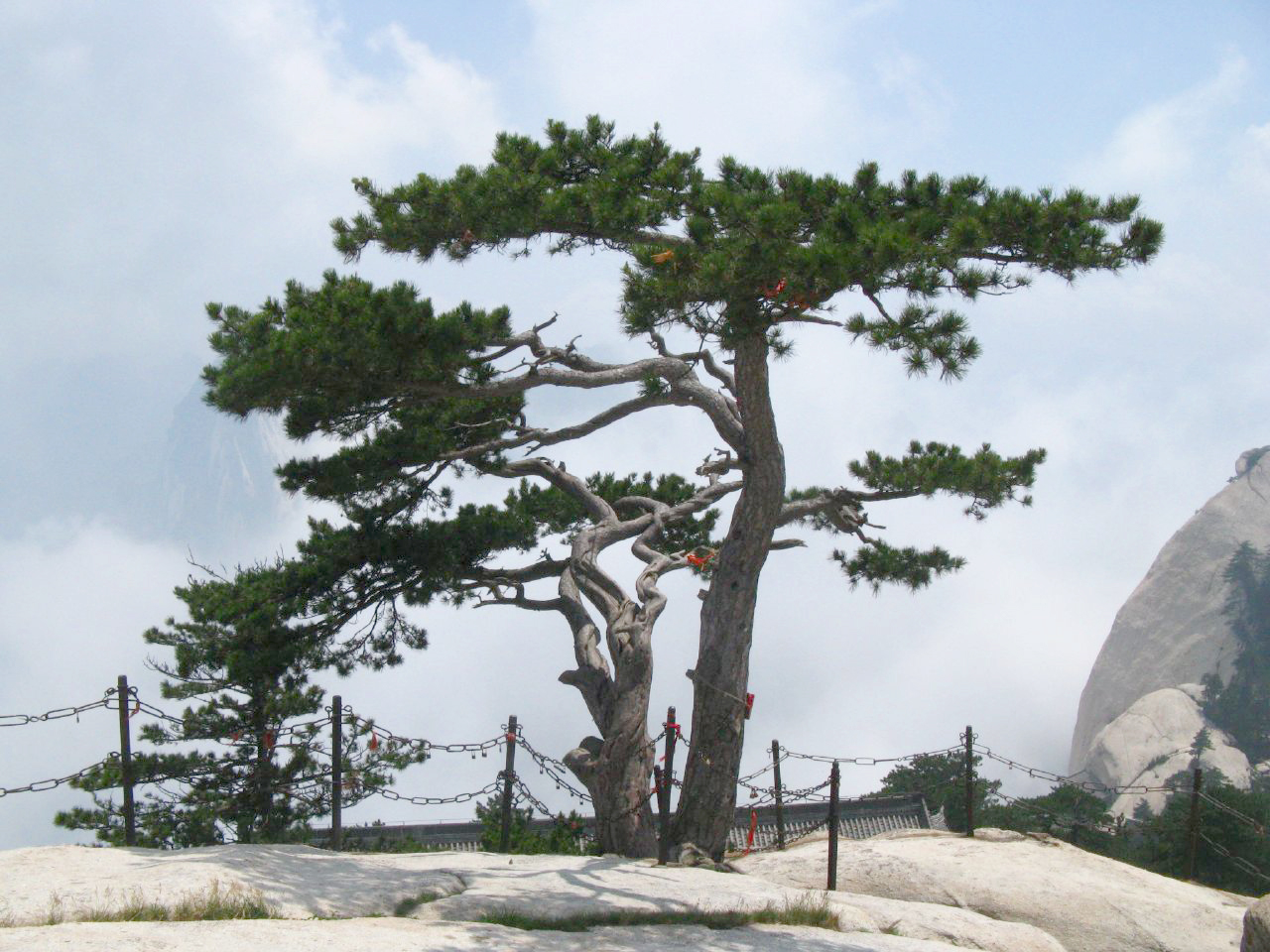
habitusa
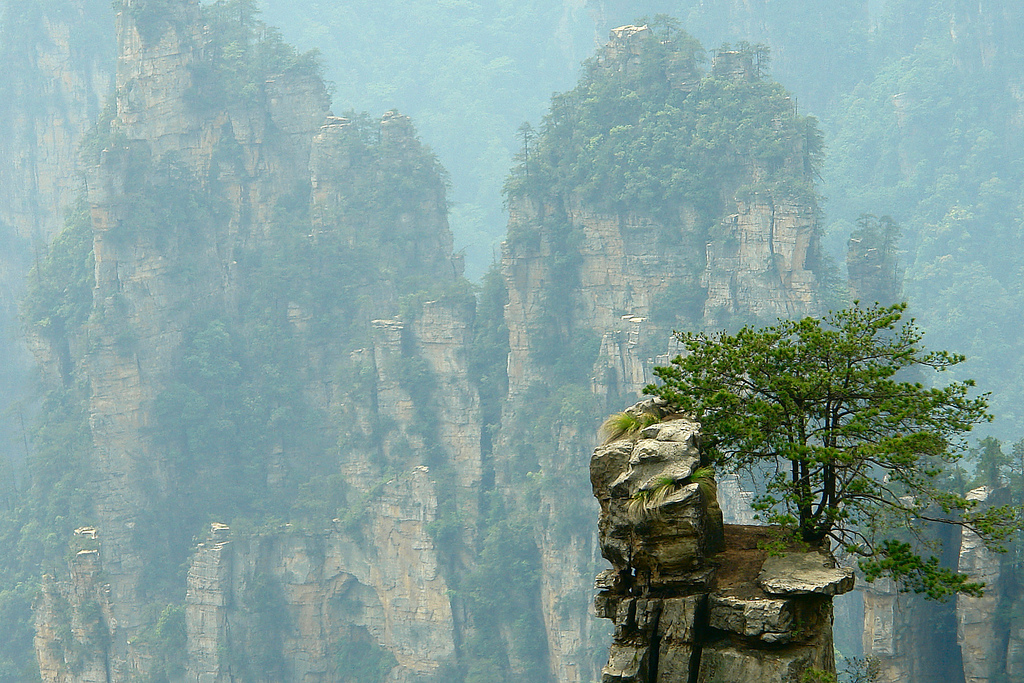
élőhelyén, Wulingyuan, Huan tartomány, Kína
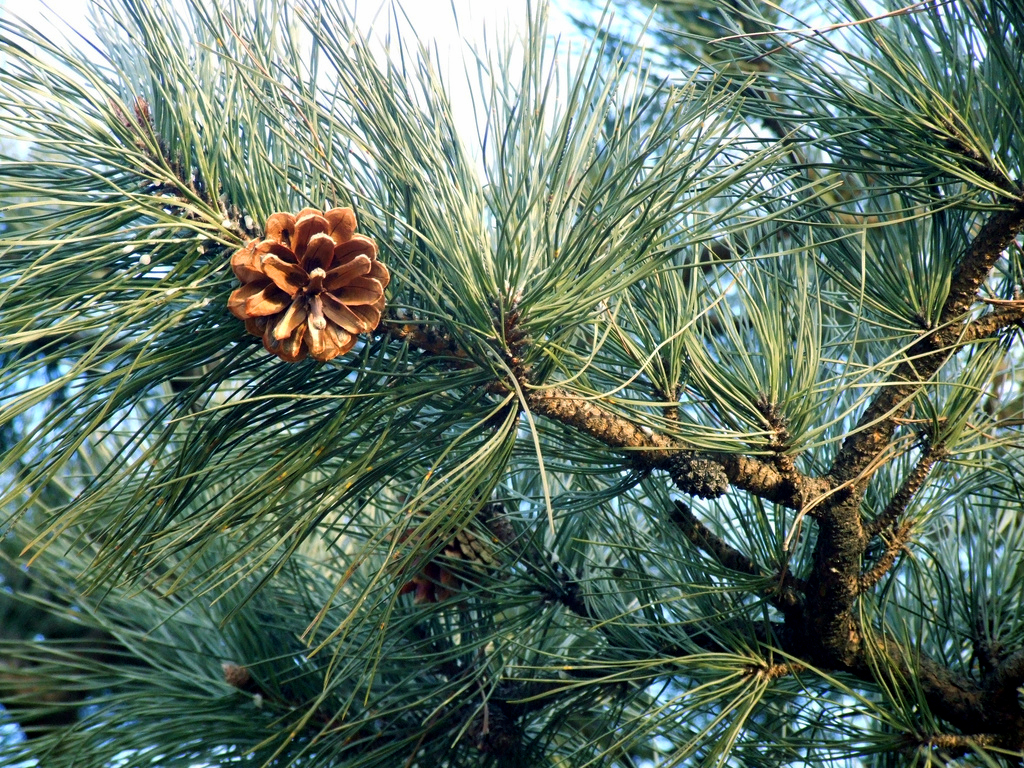
levele és toboza
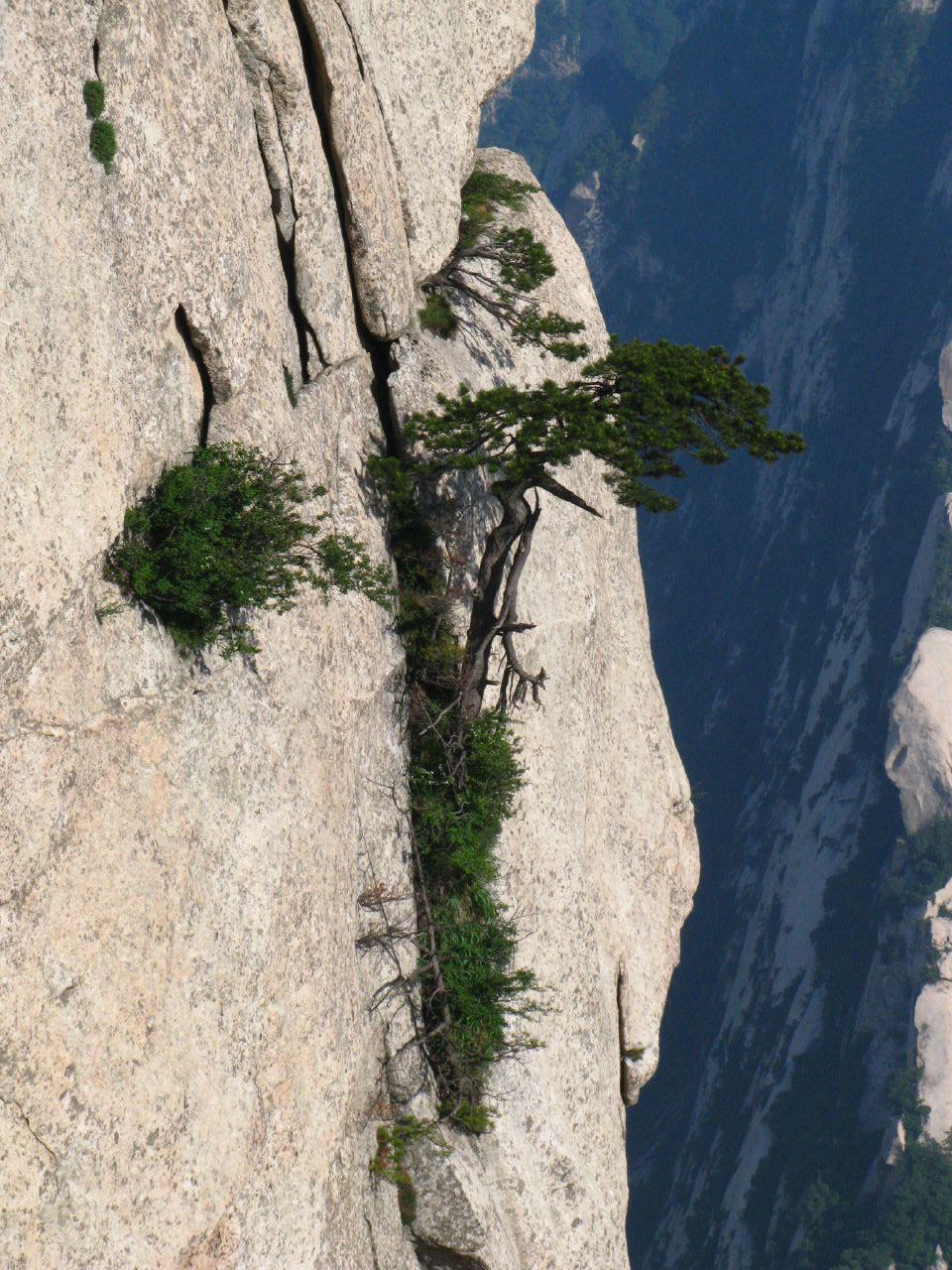
sziklafalon
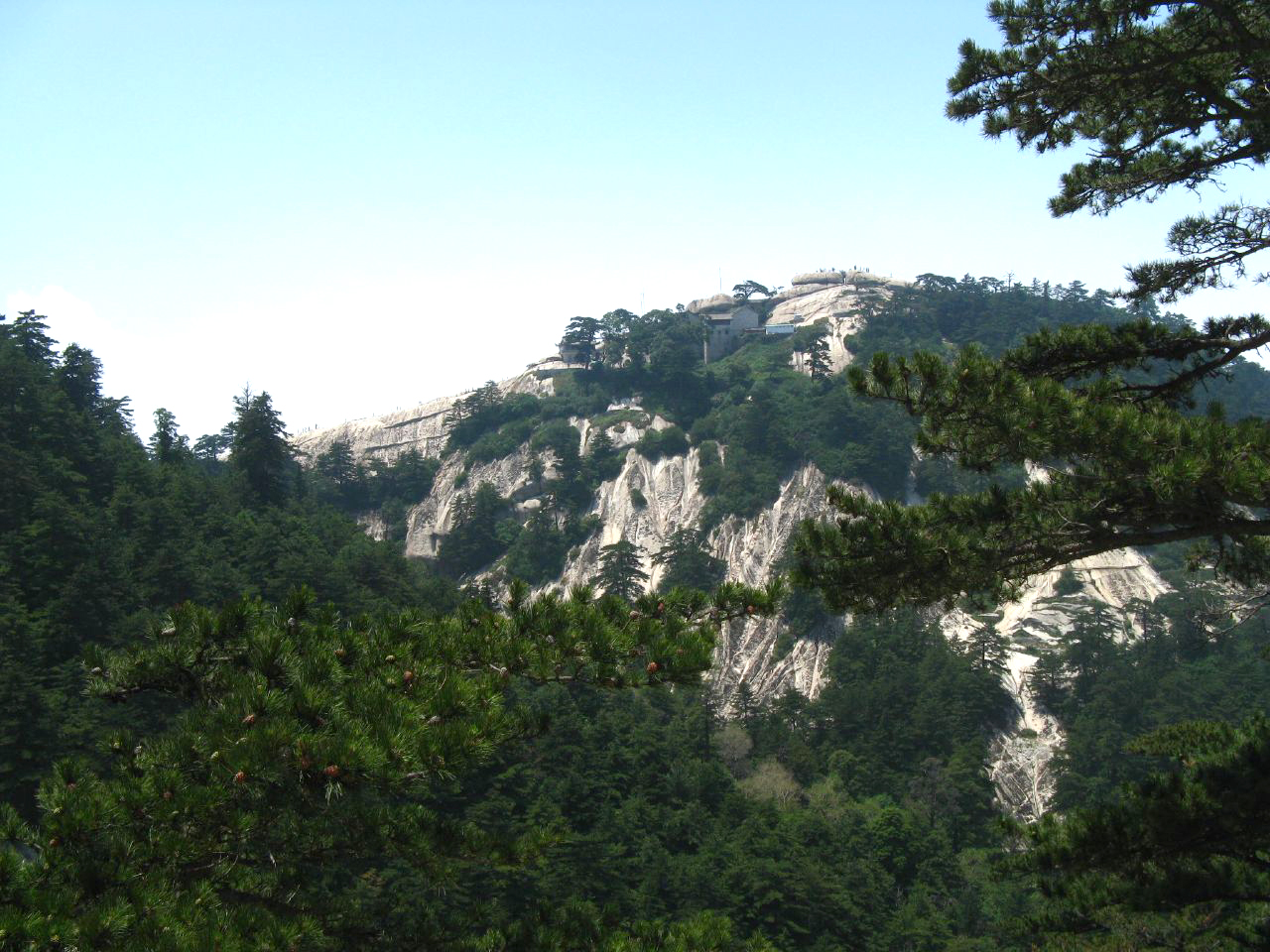
fenyvest alkotva